# ایوانای، هوکایدو
ایوانای، هوکایدو (به لاتین: Iwanai, Hokkaido) یک منطقهٔ مسکونی در ژاپن است که در Shiribeshi Subprefecture واقع شده‌است. ایواناری  ۱۳٬۲۱۰ نفر جمعیت دارد.